# Василий Великий Комнин
Васи́лий Вели́кий Комни́н (ср.-греч. Βασίλειος Μέγας Κομνηνός; первая четверть XIV века, Трапезунд —  6 апреля 1340, там же) — император Трапезунда в 1332—1340 годах из династии Великих Комнинов.

## Биография
Василий Великий Комнин родился в первой четверти XIV века в городе Трапезунде, столице одноимённой империи. Он был младшим сыном и четвёртым ребёнком императора Алексея II из династии Великих Комнинов. На момент его рождения в семье уже было три сына, старшие братья Василия, — Андроник, Михаил и Георгий. В дальнейшем родились ещё две девочки, которые получили имена Анна и Евдокия. Имя матери Василия является спорным. Греческий историк Пенелопа Воугиолаки в 2003 году писала, что ей является дочь правителя лазов, подданного грузинского царя, — Беки I Джакели, в то время как российский историк Р. М. Шукуров в 2001 году сделал предположение о том, что у императора Алексея II могло быть две жены, одна из которых, собственно мать Василия и Андроника, была гречанкой. Византинист С. П. Карпов назвал это предположение остроумным, вероятным и этимологически подкреплённым, однако не имеющим доказательств в источниках. Когда в 1330 году Алексей II умер, его старший сын Андроник, придя к власти, приказал умертвить двух из трёх своих младших братьев, оставив в живых лишь Василия, который был изгнан в Константинополь. Анна же отправилась в монастырь. 8 января 1332 года Андроник скончался, и правителем был провозглашён его единственный сын, малолетний Мануил
Последствия кровавых убийств и репрессий в собственной семье, проводимых Андроником, разделили народ империи на несколько враждующих кланов. Хотя силам Трапезунда в годы правления Мануила удалось разбить вторжение туркоманов, положение молодого императора было излишне шатким. Набравшая в столице силу провизантийская группировка Схолариев обратилась к Василию с просьбой вернуться в Трапезунд и взять власть в свои руки. В сентябре того же года Василий сверг Мануила при поддержке Палеологов и Схолариев. Наиболее влиятельных сторонников императора казнили. Как отметил С. П. Карпов, переворот произошёл по внутренним причинам, внешних причин для него не было.
Не доверяя местной знати и не пользуясь популярностью в народе, Василий окружил себя наемными воинскими отрядами, которые вели себя достаточно дерзко по отношению к местному населению. Его непопулярность среди жителей была настолько сильна, что после одного из солнечных затмений, произошедшего 3 марта 1337 года, Василия пытались закидать камнями и вынудили скрываться.
В 1335 году Василий заключил династический союз с византийским императором Андроником III Палеологом, женившись 16 сентября 1335 года на его незаконнорождённой дочери Ирине. Однако, вскоре после свадьбы отношения Василия и Ирины ухудшились, и Василий вступил в связь с Ириной из Трапезунда, а 8 июля 1339 года и женился на ней. Константинопольский патриарх Иоанн XIV Калека посчитал подобное поведение императора прелюбодеянием, Ирину Трапезундскую отлучил от церкви, а трапезундского митрполита Григория, давшего согласие на развод Василия Великого Комнина и Ирины Палеолог, осудил.
Непростой ситуацией в столице воспользовался огузский шейх Хасан, напавший на Трапезунд 5 июля 1335 года. У городского частокола и на горе Минтрион завязался бой, и внезапно хлынувший ливень позволил трапезундцам разгромить нападавших.
Император Василий скончался 6 апреля 1340 года, вероятно, отравленный своей законной женой Ириной Палеологиней, которая вскоре захватила трон.

## Брак и дети
- 1-я жена: с 1335 Ирина Палеологиня (ум. после 1341), дочь Андроника III Палеолога, императора Византии
- 2-я жена: с 1339 Ирина Трапезундская (ум. после 1382)
  - Мария Великая Комнина (ум. 1408); муж: с 1352 Фахр уд-Дин Кутлуг-бек, бек Ак-Коюнлу[15]
  - Феодора Великая Комнина; муж: с 1358 Хаджи Эмир Ибрагим, эмир Халибии[16]
  - Алексей Великий Комнин (ум. до 1349)
  - Иоанн Великий Комнин (5 октября 1338 — 20 марта 1390), император Трапезунда, как Алексей III